# Barış Pehlivan
Barış Pehlivan (Istanbul, 10 luglio 1983) è un giornalista e scrittore turco, laureato in giornalismo presso l'Università di Istanbul.
Dal 14 febbraio 2011, il governo turco detiene Pehlivan presso la prigione di Silivri. Ad oggi è ancora in atto il processo a suo carico in quanto accusato di aver cospirato contro lo Stato Turco facendo parte dell'organizzazione terroristica Ergenekon.

## Carriera
Nel 2004 Pehlivan ha lavorato come reporter presso il Kaçak Yayın Dergisi, un giornale di arte di proprietà del Leman Magazine Group. Pehlivan ha anche partecipato rispettivamente come assistente al progetto, assistente alla regia e direttore nei documentari televisivi: 'Paranın Seyir Defteri', Şair Ceketli Çocuk: Kazım Koyuncù e 'Nohut Oda Bakla Sofa'. Ha anche lavorato al programma televisivo 5N1K con Land Sales to Foreigners e Assassination of Shah Mesud. Pehlivan ha anche lavorato come direttore esecutivo per Odatv.com a partire dal 2007.
Fra il 2005 ed il 2010 ha lavorato al documentario Oradaydım. La serie riguardava più di 250 eventi della recente storia turca. L'episodio del 24 febbraio 2007 narrava degli eventi avvenuti il 12 settembre 1980 nella prigione di Diyarbakır. Pehlivan è stato messo sotto processo in quanto produttore di questo documentario. L'accusa ufficiale era di aver attentato all'ordine pubblico. Nel 2008 è stato comunque assolto.
Pehlivan è anche coautore del libro Sızıntı: Wikileaks'te Ünlü Türkler (The Leak: The Popular Turks of Wikileaks) con il collega Barış Terkoğlu. I due giornalisti nel libro relazionano riguardo ai file criptati del Ministero degli Affari Esteri USA, resi pubblici da WikiLeaks nel novembre del 2010. Il libro è rimasto fra i best seller in Turchia per settimane dopo la sua pubblicazione avvenuta nel febbraio 2012.

## Incarcerazione
Il 14 febbraio 2011 Pehlivan è stato arrestato dalla polizia turca dopo la perquisizione della sua casa e del suo ufficio ad Odatv. Solo il 22 novembre 2011, dopo 9 mesi dall'arresto è stato portato di fronte ad un giudice per la formalizzazione delle accuse nei suoi confronti. Alcuni documenti digitali confermano che la cospirazione terroristica secondo le modalità tipiche di Ergenekon è alla base delle accuse contro Pehlivan, Barış Terkoğlu, Ahmet Şık, Nedim Şener, ed altri 8 giornalisti di Odatv. Tuttavia, le perizie condotte da esperti della Boğaziçi University, della Yıldız Technical University, della Middle East Technical University e della impresa informatica statunitense DataDevastation, hanno negato la validità di tali documenti concludendo che i computer dei giornalisti sono stati manipolati da altri attraverso l'invio di virus informatici. Virus come Autorun-BJ e Win32:Malware-gen permettono infatti di infiltrare documenti in computer di utilizzatori ignari. 
La prossima udienza per Pehlivan e le altre persone coinvolte nel case Odatv è fissata per il 14 settembre 2012.